# الانتخابات الرئاسية التونسية 1994
الانتخابات الرئاسية التونسية 1994 هي انتخابات رئاسية نظمت في تونس في 20 مارس 1994. هي سادس انتخابات من نوعها.

زين العابدين بن علي الذي وصل للحكم عبر انقلاب 7 نوفمبر 1987، والذي تم انتخابه في انتخابات 1989 بنسبة 100%، هو المرشح الوحيد في هذه الانتخابات، وذلك عن حزب التجمع الدستوري الديمقراطي. فاز بن علي أيضا بهذه الانتخابات بنسبة 100%.
|                            |                                                | الأصوات   | % من المسجلين   | % من المصوتين |
| -------------------------- | ---------------------------------------------- | --------- | --------------- | ------------- |
| المسجلين                   | المسجلين                                       | 612 150 3 |                 |               |
| المصوتين                   | المصوتين                                       | 880 989 2 | 94.90%          |               |
| الأصوات المصرح بها         | الأصوات المصرح بها                             | 375 987 2 |                 | 99.90%        |
| الأصوات البيضاء أو التالفة | الأصوات البيضاء أو التالفة                     | 505 2     |                 | 0.10%         |
| الإمتناع عن التصويت        | الإمتناع عن التصويت                            | 732 160   | 5.10%           |               |
|                            |                                                |           |                 |               |
| المرشح الحزب السياسي       | المرشح الحزب السياسي                           | الأصوات   | % من المصرح بها |               |
|                            | زين العابدين بن علي التجمع الدستوري الديمقراطي | 375 987 2 | 100%            |               |

## مقالات ذات صلة
- الانتخابات التشريعية التونسية 1994